# Fredrikstad-Stadion

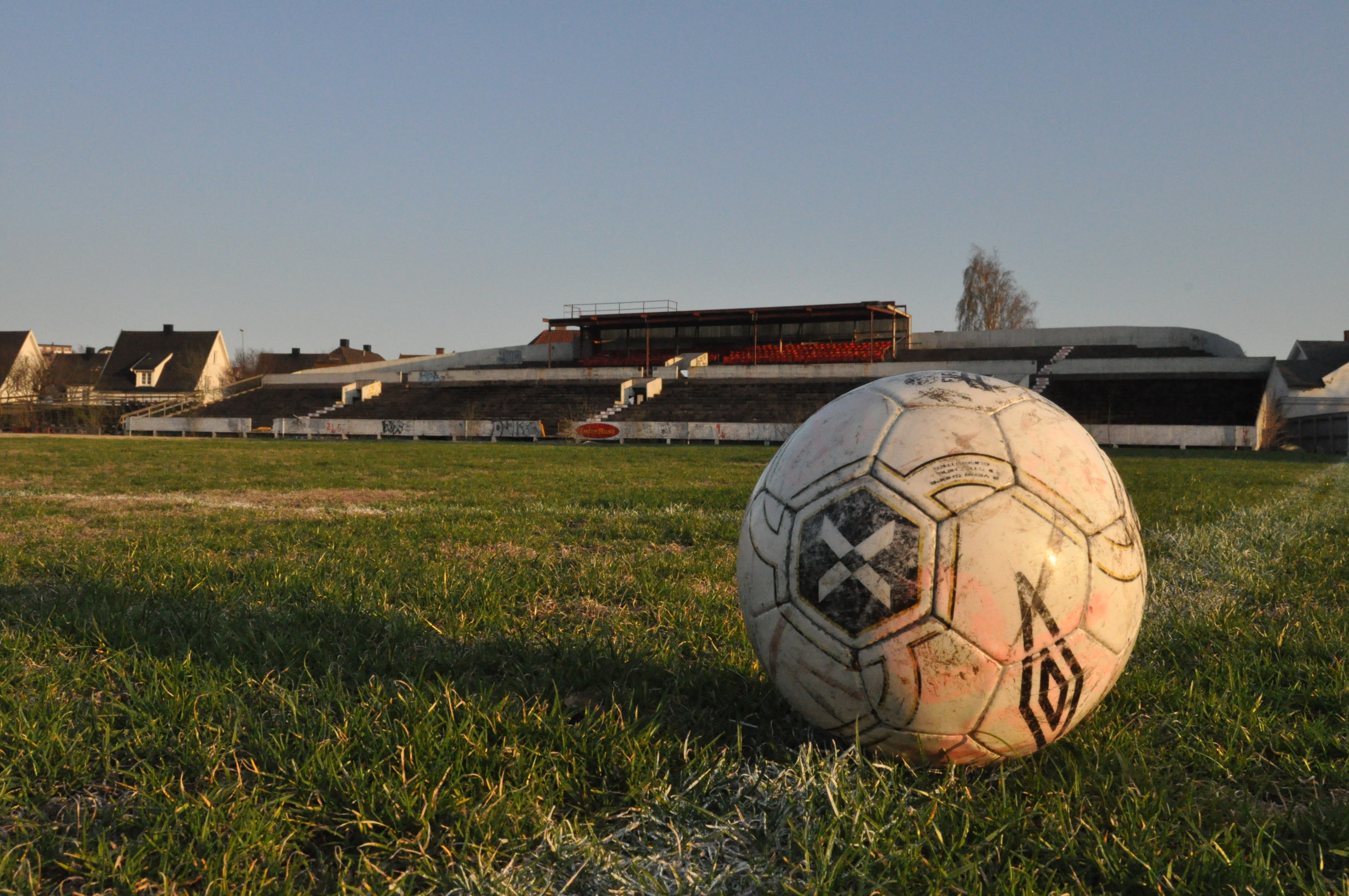
Das 1914 erbaute Gamle Fredrikstad stadion im April 2011

Das Fredrikstad-Stadion (norwegisch Fredrikstad stadion) ist ein Fußballstadion in der norwegischen Stadt Fredrikstad in der Fylke Østfold. Die Mannschaft des Fredrikstad FK trifft hier auf ihre Gegner und der Verein ist Eigentümer der Sportstätte. Die Spielstätte mit 12.560 Plätzen (erweiterbar auf 15.000 Plätze) ersetzte das 1914 gebaute Gamle Fredrikstad stadion als Spielort.

## Geschichte
Der Bau der Anlage mit vier überdachten Tribünen begann am 16. September 2005. Das schwedische Bauunternehmen NCC AB erbaute das Stadion nach den Plänen des Architekturbüros Griff Arkitektur AS auf dem Gebiet der früheren Werft Værste AS. Am 1. Februar, zwei Wochen vor der Eröffnung, wurde die rund 223 Millionen NOK teure Arena fertiggestellt. Die Einweihung des Stadions wurde mit dem Spiel Fredrikstad FK gegen Lyn Oslo am 14. Februar 2007 gefeiert. Die Haupttribüne Værste-Tribunen und die Gegentribüne Gjensidige-Tribunen sind komplett mit Sitzplätzen ausgestattet. Der Hauptrang beherbergt die VIP-Lounge und die Logen, das Fernsehstudio des vereinseigenen Senders FFK-TV, die Umkleidekabinen, den Fitnessraum sowie ein Restaurant. Im Inneren der Gegentribüne liegt eine Abteilung des norwegischen Fußballmuseums. Die Hintertortribünen FB-Tribunen (Nord) und DnB NOR-Tribunen (Süd) sind jeweils zu drei Vierteln mit Sitzplätzen ausgestattet. Auf den Stehplätzen der Südtribüne finden die Gästefans ihre Plätze. Im Inneren der Nordtribüne liegen Imbissstände zur Verpflegung der Besucher.
Zusätzlich sind im Stadion sechs Säle und 10 Logen für 2 bis 700 Personen vorhanden. In ihnen können Konferenzen, Seminare, Feiern und weitere Veranstaltungen abgehalten werden. Alle Räumlichkeiten sind mit modernen Kommunikationsmitteln ausgestattet. Die Räume sind nach ehemaligen Spielern (Einar Wilhelms, Sten Moe, Rolf Johannessen, Bjørn Spydevold, Erik Holmberg, Knut Brynildsen, Arne Pedersen, Roar Johansen, Per Kristoffersen, Bjørn Borgen und Per Egil Ahlsen) des Vereins sowie des ehemaligen Vereinsvorsitzenden (1905–1907) und Verbandspräsident Norwegens (1920–1924), Reidar O. Bergh, benannt.

## Tribünen
- Værste Tribunen – Haupttribüne, West[4]
- Osttribüne – Gegentribüne, Ost
- Kirkens Bymisjon Tribunen – Hintertortribüne, Nord
- SOLID Tribunen – Hintertortribüne, Süd